# 那覇市立石嶺中学校
那覇市立石嶺中学校（なはしりつ いしみねちゅうがっこう）は、沖縄県那覇市首里石嶺町二丁目にある市立中学校。

## 沿革
- 1987年（昭和62年）11月1日 - 石嶺中学校開設
- 1988年（昭和63年）4月7日 - 開校式
  - 6月24日-制服制定
  - 7月18日-校章制定
- 1989年（平成元年）3月10日 - 校歌制定

## 通学区域
首里石嶺町2丁目1番地～191番地、255番地～257番地、首里石嶺町4丁目(全部)

## 著名な出身者
- 安室奈美恵 - 元歌手（本人多忙のため卒業式に不参加[3]）
- Reina - MAXのメンバー

## 小学校
那覇市立石嶺小学校、那覇市立城東小学校から進学。